# Дар-Алагес
Дар-Алагес (арм. Դար Ալաղես) — шестиглавый вулканический массив в Армении, в Вайоцдзорской области. Подножие массива расположено на высоте 1500 метров над уровнем моря, самыми высокими являются вершины Смбатассар (2700 м) и Вайоц-сар (2500 м). Массив состоит из андезитных пород. Последнее извержение произошло в 2000 году до н.э (± 1000 лет).
В непосредственной близости от вулкана, к западу расположено Гергерское водохранилище.